# 기호학파
기호학파(畿湖學派)는 조선시대 이이의 학설을 따르는 주기적 경향의 성리학자들을 말하며 호서학파와 주기파라고도 한다. 주기론자들은 대부분 기호 지방(경기·충청 일원)에 거주했으므로 '기호학파'라고 부르게 되었다. 반면 주리설의 종주인 이황(李滉)은 예안의 도산서원을 근거지로 후진을 양성했던 관계로 그를 따르는 학자들은 주로 영남지방에 분포했기 때문에 영남학파라고 부른다. 그러나 정작 조선시대에는 기호학파와 영남학파라는 분류와 명칭이 없었다. 편의상 후대에 만들어진 분류와 명칭이다.
정치적으로 영남학파는 영남 남인, 기호학파는 서인, 17세기 이후에는 노론이 주가 되었다. 기호학파로서 이이와 동시대 인물로는 조헌(趙憲)·정엽·한교·송익필이 있으며, 이후로는 이이의 제자인 김장생(金長生)과 송시열의 학맥이 주류를 이룬다.

## 같이 보기
- 성리학
- 이기론
- 영남학파
- 기호 지방